# Estación Venezuela (Ferrocarril Buenos Aires al Puerto de la Ensenada)
Venezuela fue una estación ferroviaria ubicada en Buenos Aires y perteneciente al Ferrocarril Buenos Aires al Puerto de la Ensenada. Se encontraba elevada sobre un puente metálico que recorría la costa sur del Río de la Plata.

## Historia
Fue inaugurada el 1 de septiembre de 1865 como terminal provisoria del F.C. B.A.P.E. hasta la inauguración de la Estación Central de Buenos Aires en 1872.
En 1897 la estación central sufrió un incendio que la dejó inutilizable, por lo cual Venezuela volvió a oficiar de terminal, aunque por pocas semanas, dado que el desarrollo de la ciudad y la pequeñez de la estación obligaron a trasladar la terminal a la próxima y amplia estación: Casa Amarilla.

## Servicios
Prestaba servicios de pasajeros en el ramal Estación Central de Buenos Aires/Venezuela-Ensenada. 

## Imágenes

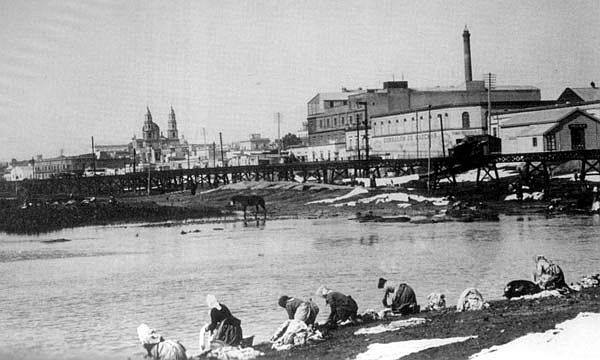
El viaducto elevado y la estación Venezuela.